# Liittokivi
Liittokivi är en ö i Finland. Den ligger i sjön Saimen och i kommunerna Savitaipale och Puumala och landskapen  Södra Karelen och Södra Savolax, i den södra delen av landet, 200 km nordost om huvudstaden Helsingfors. Öns area är 0,2 hektar och dess största längd är 60 meter i sydöst-nordvästlig riktning.